# Tanit (Schiff)
Die Tanit ist eine der größten Autofähren der Welt. Sie wurde für die tunesische Reederei Compagnie Tunisienne de Navigation (CTN) gebaut und nach der punischen Göttin Tanit benannt.

## Geschichte
Am 29. Juli 2010 wurde das unter tunesischer Flagge fahrende RoPax-Schiff Tanit von der tunesischen Reederei Compagnie Tunisienne de Navigation bei der südkoreanischen Daewoo Shipbuilding & Marine Engineering Werft in Okpo bestellt.
Die Fähre wurde am 29. Mai 2012 in Dienst gestellt und trat am darauf folgenden Tag ihre Jungfernreise von ihrem Bauort in Südkorea nach Tunesien an, wo sie am 16. Juni eintraf. Am 21. Juni 2012 nahm sie ihren Fährbetrieb zwischen Genua / Marseille und Tunis auf. Sie ersetzte die Autofähre Habib sowie die gecharterte Autofähre El. Venizelos.

## Fotos

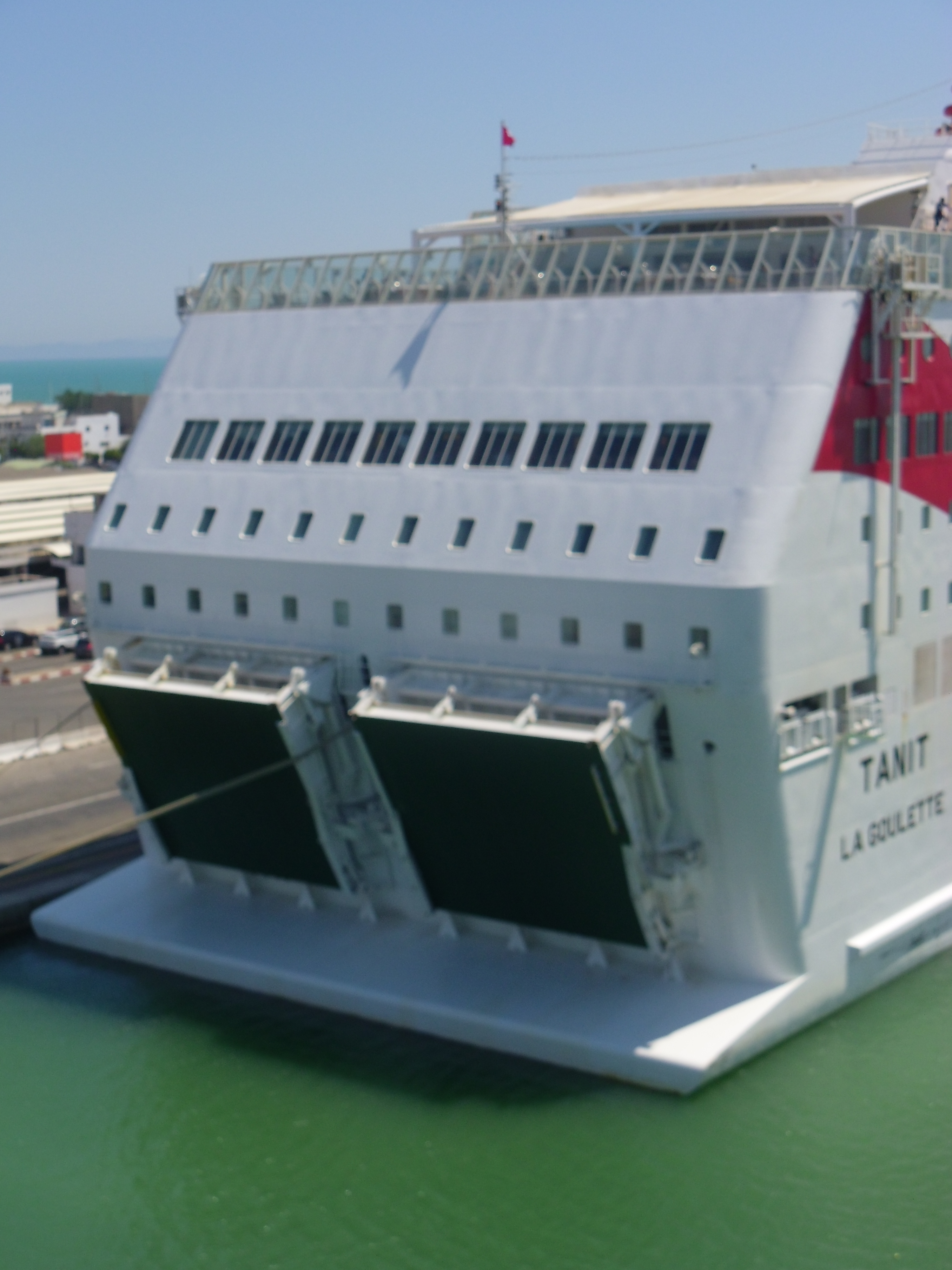
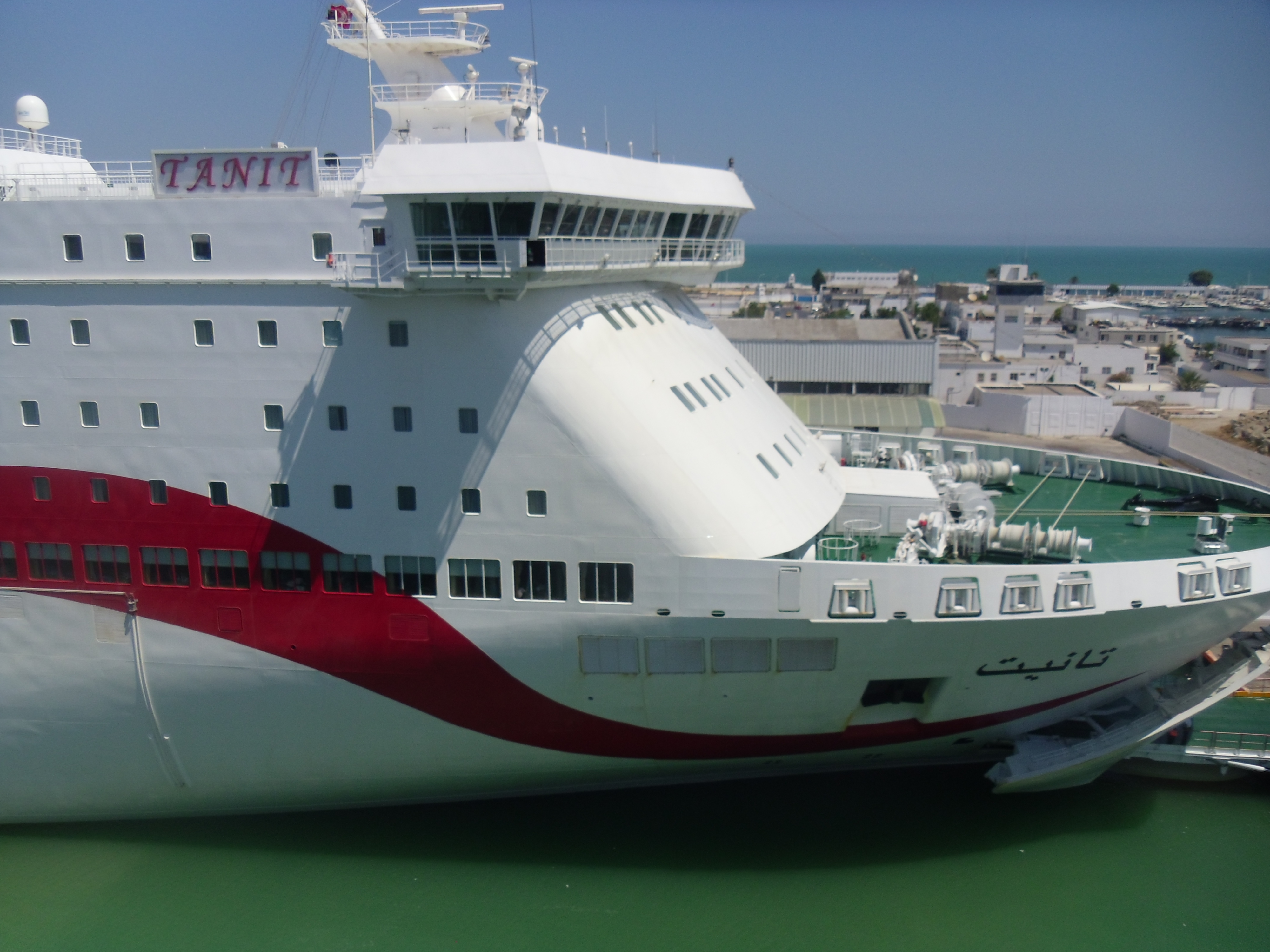
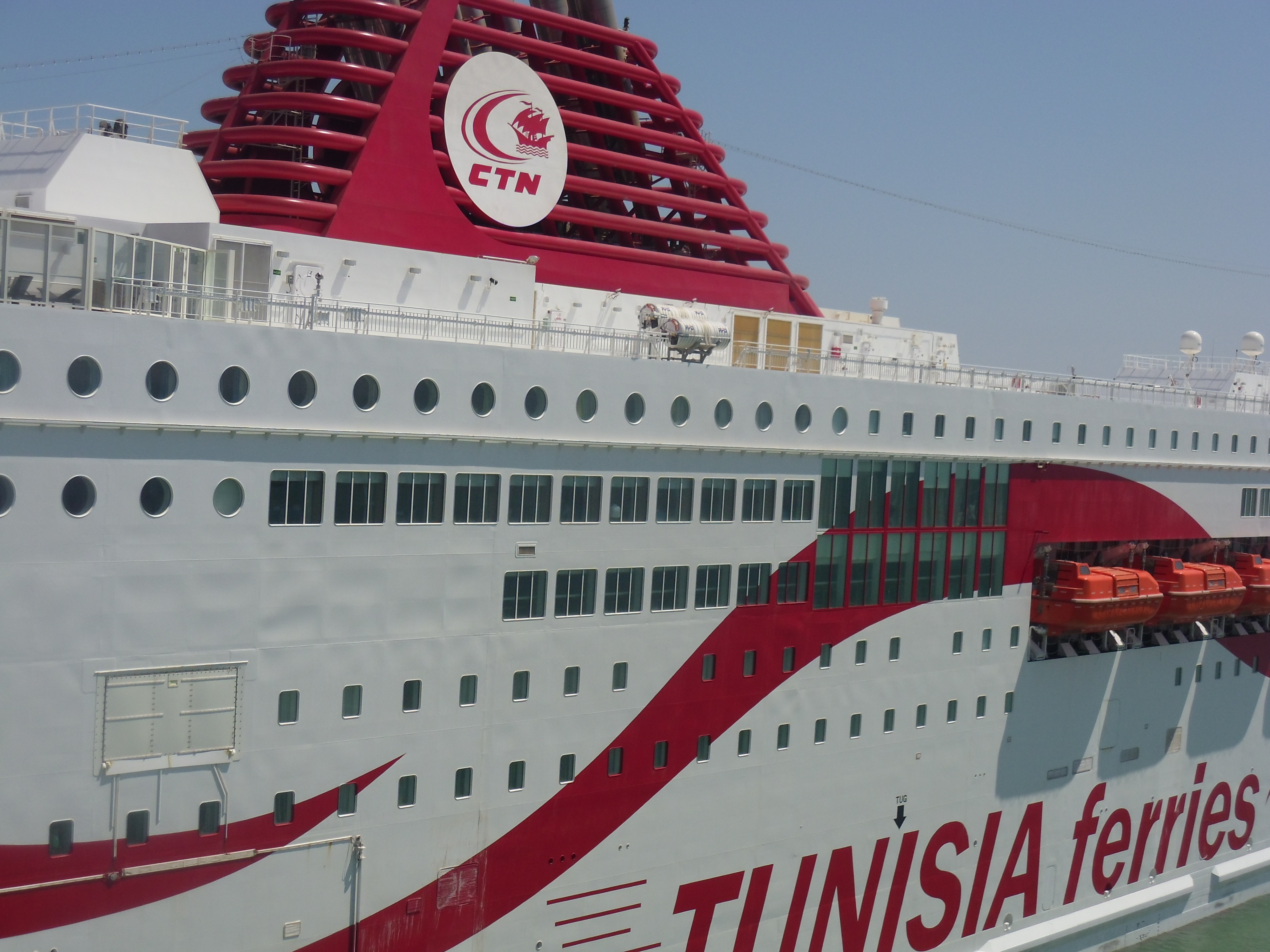
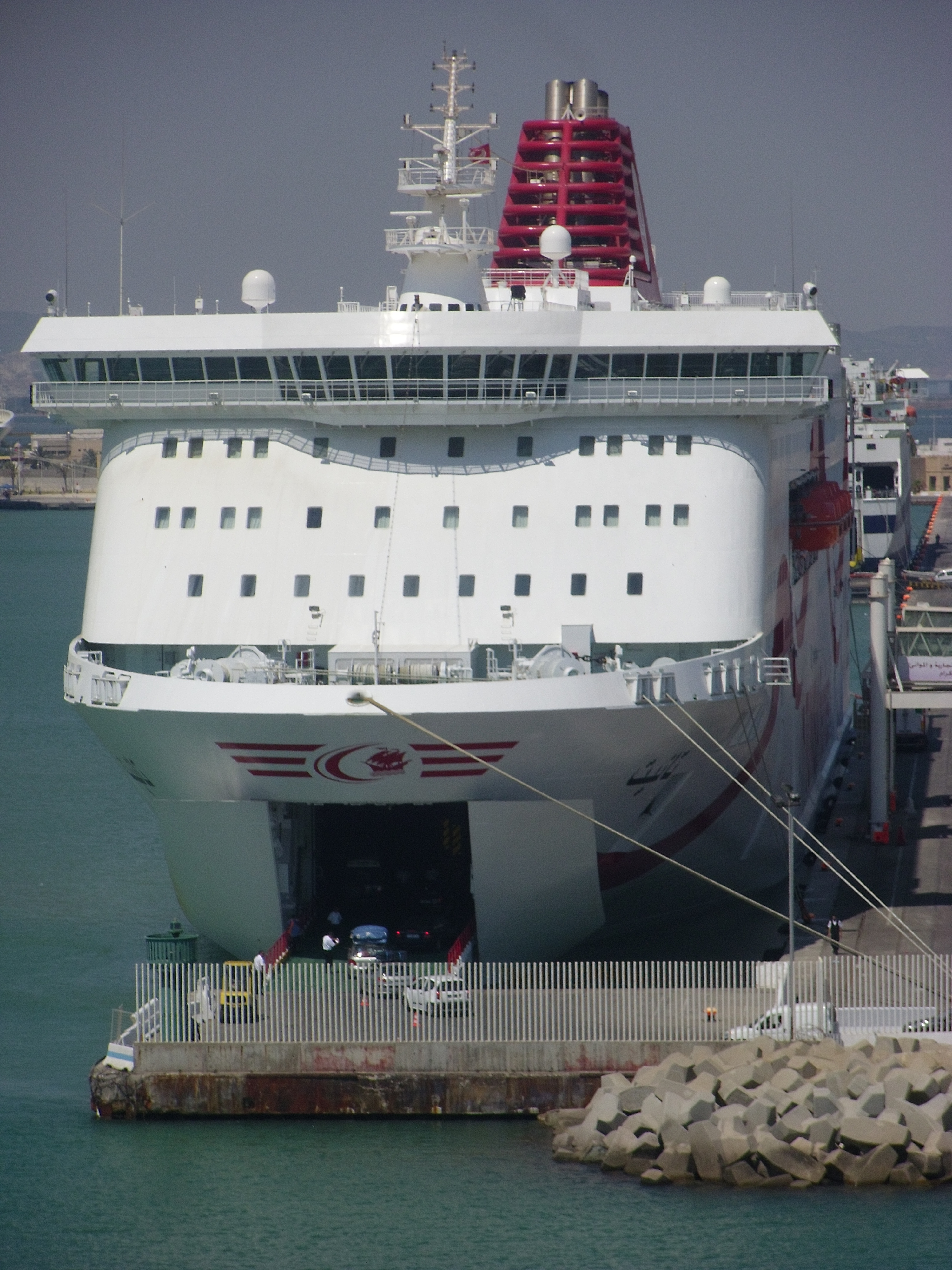
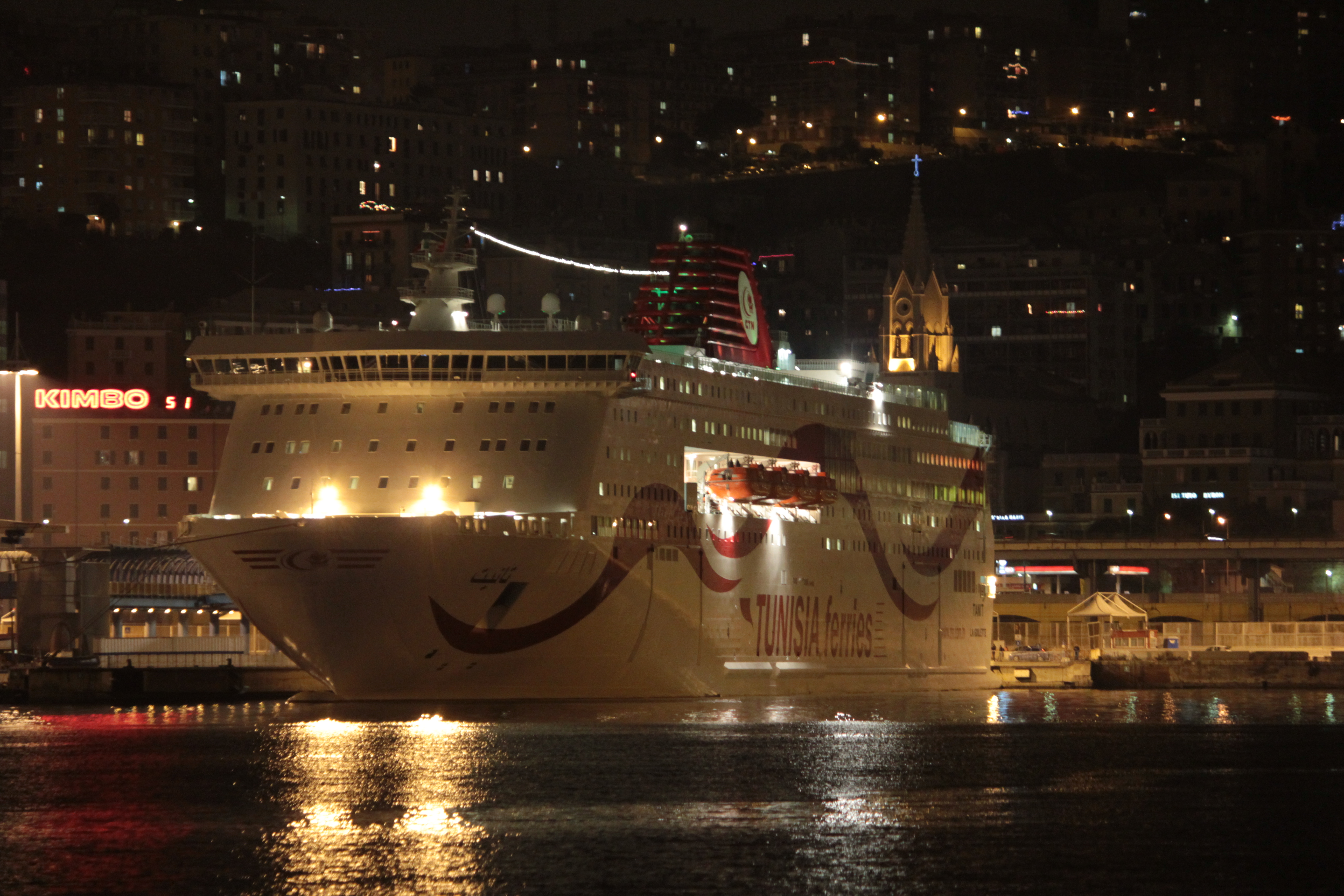
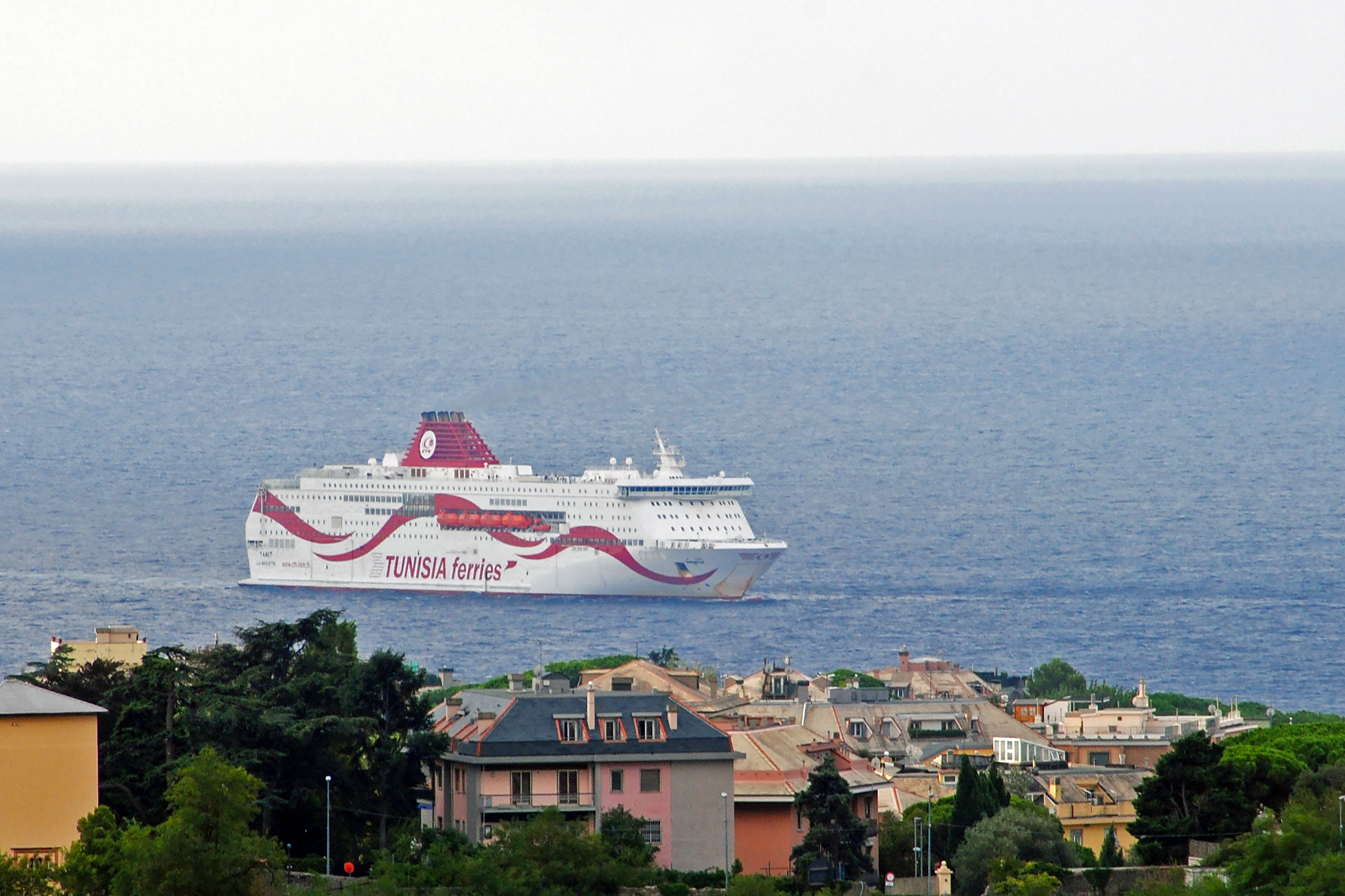

## Ausstattung
An Bord der Tanit befinden sich mehrere Restaurants, die einen Ausblick durch große Fenster auf das Meer bieten. Neben den Restaurants befinden sich an Bord des 210 m langen Fährschiffes mehrere Bars und ein Swimming Pool. Die Tanit bietet ihren Passagieren zudem einen Konferenzraum, in dem man während der Fahrt Konferenzen abhalten kann, an. Außerdem ist das Schiff mit einer Klimaanlage ausgestattet und erlaubt auch die Mitfahrt von Tieren. Die Kabinen sind mit Fernsehern ausgestattet.